# Semiothisa praelongata
Semiothisa praelongata är en fjärilsart som beskrevs av W. Warren 1900. Semiothisa praelongata ingår i släktet Semiothisa och familjen mätare. Inga underarter finns listade i Catalogue of Life.